# Jan Hocke
Jan Hocke, (10. února 1874 Český Brod – 15. září 1940 Praha) byl český pedagog a kartograf.

## Život
Oženil se 2. 6. 1902 s Josefou Řehákovou, která též pocházela z Českého Brodu (*1882). Po svatbě žil v Praze VIII. - Libni; narodil se mu syn Jan (*1903), který později vystudoval na UK práva.

## Josef Hocke a Ústřední matice školská
Ústřední matice školská vznikla v roce 1880. Za svůj cíl si vzala podporu menšinových českých škol v těch oblastech Rakousko-Uherska, které byly jazykově smíšené, především v českém pohraničí.
Josef Hocke pracoval nejprve v libeňském odboru Ústřední matice školské, v roce 1908 se stal členem jejího ústředního výboru. Jednatelem byl v letech 1910–1912 a podruhé od roku 1921 do roku 1934. V roce 1923 byl jmenován generálním inspektorem matičního školství.
Jako delegát Ústřední matice školské byl vysílán na různé slavnosti v pohraničí, kde vystupoval aktivně proti odnárodňování českých dětí v cizojazyčných (německých) oblastech. Zasloužil se i o vybudování českého reálného gymnázia v Děčíně v roce 1934.
Pro Ústřední matici školskou též vyhotovoval mapy a diagramy, vztahující se k její činnosti (mapa o činnosti ÚMŠ v letech 1880–1930).

## Pedagog
Učitelem (a později odborným učitelem) byl Jan Hocke ustanoven v tehdejší Praze VIII (Libni) od roku 1901. V letech 1929–1930 byl ředitelem Obecné a měšťanské školy v Praze XI. – Hrdlořezích.

## Kartograf
Jan Hocke byl autorem historických map uvedených níže (Dílo). Byl vyslán na pařížskou mírovou konferenci 1919, kde československá delegace použila jeho mapy při hájení zájmů státu (celistvosti zemí Koruny české).

### Dílo (historické mapy)
- Mapa historického vývoje Českého státu, 1:2 750 000, Díl. I, Od 9. do 14. stol. (Navrhl Jan Kapras, zpracoval Jan Hocke, vydala Unie, Praha, 1919)
- Mapa poněmčování zemí koruny České, 1:600 000 (Navrhl Jan Kapras, zpracoval Jan Hocke, vydala Unie, Praha, 1919)[13]
- Mapa Naše pohraničí, stav českých škol na prahu r. 1920 (Text Jan Dvořák, zpracoval Jan Hocke, vydal B. Kočí, Praha, 1920)[14]
- Čtyři historické mapy k dějinám národa československého, Říše Česká ve XIV. století (Státní nakladatelství, Praha, 1923)
- Čtyři historické mapy k dějinám národa československého, 1 : 4 400 000, Říše Česká za posledních Přemyslovců (Státní nakladatelství, Praha, 1923
- Čtyři historické mapy k dějinám národa československého, 1 : 3 200 000, Říše Česká v X. a XI. století (Státní nakladatelství, Praha, 1923)
- Čtyři historické mapy k dějinám národa československého, : 1 : 4 400 000, Říše Velkomoravská/Říše Samova (Státní nakladatelství, Praha, 1923)
- Vývoj státu Československého, Pro školy obecné, občanské, střední i obchodní, 1:1 000 000 (Státní nakladatelství, Praha, 1923)
- Čtyři historické mapy k dějinám národa československého (Státní nakladatelství, Praha, 1931 a 1938)

## Ocenění
K životnímu jubileu šedesáti let (1934) věnoval tisk osobnosti Jana Hockeho pozornost. Stejně tak zaznamenal jeho úmrtí v roce 1940. Dnes je jeho dílo v zásadě zapomenuto a nepřipomíná ho ani rodný Český Brod nebo Libeň, kde působil.

## Zajímavost
Budoucí manželka Jana Hockeho Josefa Řeháková (též pocházela z Českého Brodu) nepochybně sdílela jeho vlastenecké názory. V listopadu 1901 byla, tehdy osmnáctiletá, obžalována spolu se sestrou a dalšími vrstevnicemi z neuposlechnutí příkazu k rozchodu. Zúčastnila se totiž demonstrace na podporu českobrodských záložních vojáků, kteří odmítli se hlásit německy "hier" a hlásili se česky "zde".